# Riscant

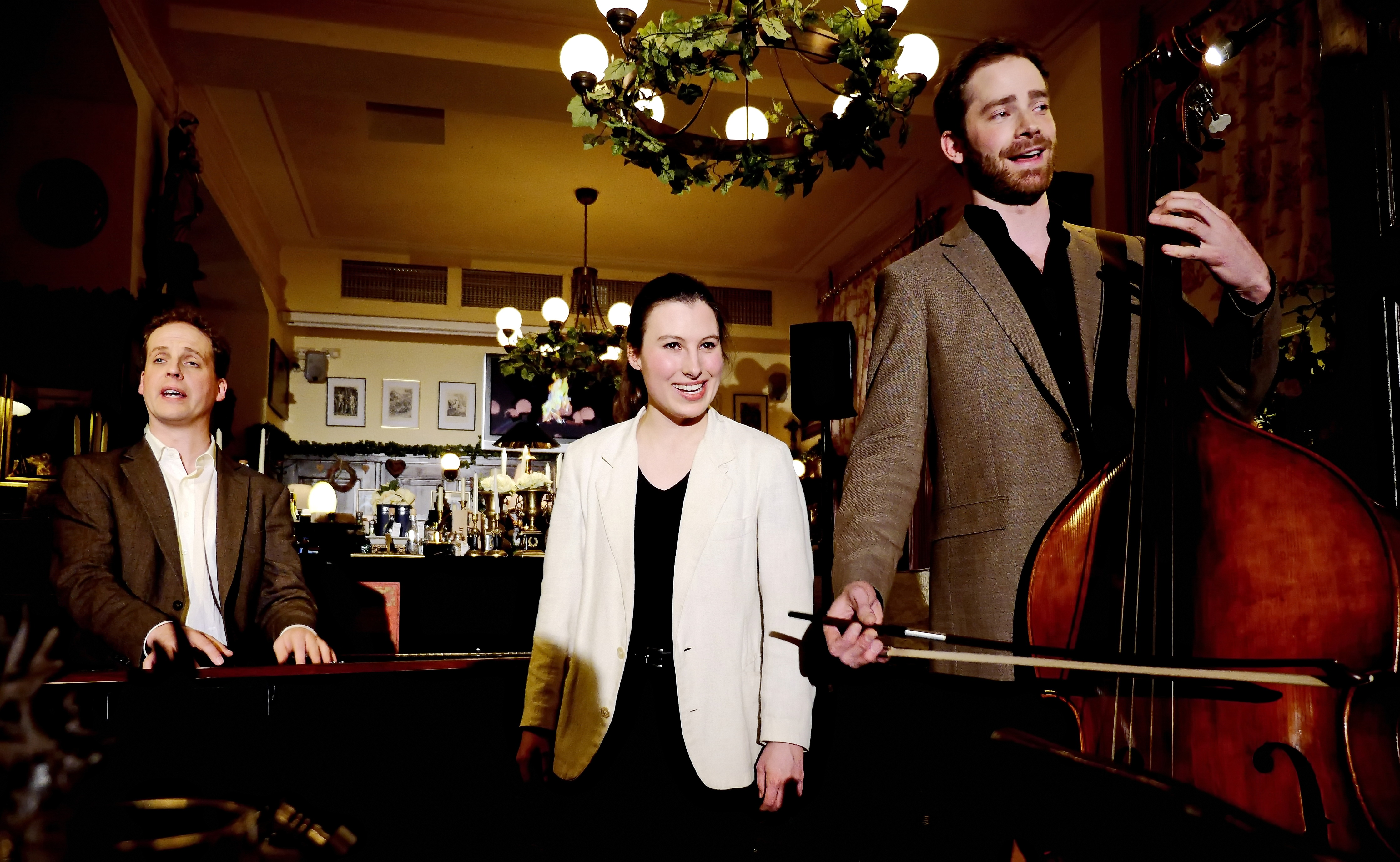
Riscant in der Besetzung Ramon Bessel, Isabelle Scheiber und Christoph Hirschauer bis 2015

Riscant, eine Gruppe aus Schauspielern und Musikern spielte Lieder des Münchner Sommertheaters von Ulrike Dissmann.

## Geschichte
"Riscant" wurde 2007 gegründet. Der erste Auftritt zu dritt in der späteren Gründungsbesetzung von "Riscant" fand in der Justizvollzugsanstalt Nürnberg statt. Bereits seit 2005 hatte es aus den Kreisen des Münchner Sommertheaters in verschiedener Besetzung unzählige Auftritte als Solo- bzw. Quartett gegeben. Nachdem jedoch kurz vor dem Auftritt in Nürnberg eine Schauspielerin aufgehört hatte, trat man schließlich als Trio auf. Am 7. März 2007 hatte "Riscant" dann seinen ersten klassischen Auftritt auf der Bühne "Kleines Theater in Haar".
Das Ensemble bestand bis zum August 2015.

## Zusammensetzung
Das Trio bestand bis August 2015 aus der Schauspielerin Isabelle Scheiber (Sopran), dem Schauspieler und musikalischen Leiter der Gruppe Ramon Bessel (Tenor) und dem Schauspieler Christoph Hirschauer (Bariton).
Bis 2011 war Sebastian Korp Mitglied der Gruppe. Auf ihn folgte im Mai 2011 Christoph Hirschauer. Der Name "Riscant" stammt von den Vornameninitialen der Gründungsmitglieder (R)amon, (I)sabelle und (S)ebastian ab.
Neben Riscant spielten die Schauspieler auch im Ensemble des Münchner Sommertheaters.

## Musikrichtung
Das Standardprogramm der Gruppe trug den Titel Theaterlieder, da alle Lieder des Programms ursprünglich für die Inszenierungen des Münchner Sommertheaters geschrieben wurden. In der Sommer- und Weihnachtszeit spielte die Gruppe je ein weiteres, auf die Jahreszeit Bezug nehmendes Programm. Die Texte und Melodien stammten von der Leiterin des Münchner Sommertheaters Ulrike Dissmann, Ramon Bessel arrangierte sie. Die Musikrichtung von Riscant lässt sich nicht ohne weiteres beschreiben. Weder handelt es sich um Kabarett, noch um reine Musikaufführungen. In den Liedern geht es um die typischen Theater- und Literaturthemen: Liebe, Leben und (vermeintliches) Heldentum. Die Stücke sind teils nachdenklich, teils zum Schmunzeln. Die Süddeutsche Zeitung beschrieb die Stücke als "Witzig, aber kein Kabarett, poetisch aber mit Augenzwinkern, amüsant und dennoch tiefgründig."
Die Schauspieler begleiteten die Stücke mit Klavier, Kontrabass, Gitarre, Glockenspiel, Saxophon, Drehleier, Querflöte/Blockflöte, Becken, Trommel und/oder Horn. Die Lieder wurden von den Schauspielern abwechselnd mit Bezug auf die Theaterstücke anmoderiert.

## Auszeichnungen

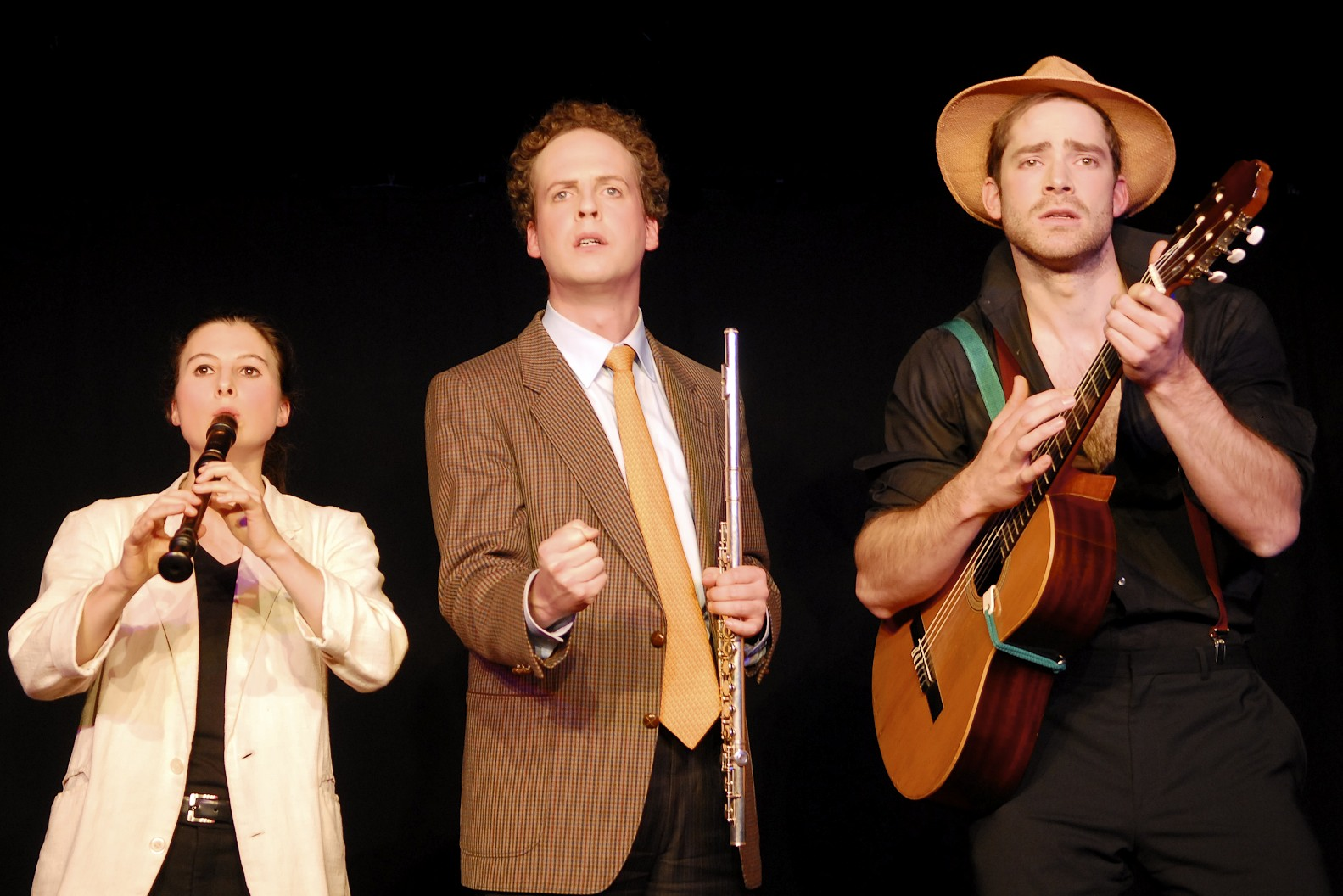
Die Gruppe bei der Verleihung des Friedl-Brehm-Preises 2011 (v. l. n. r. Isabelle Scheiber, Ramon Bessel, Christoph Hirschauer)

2011: "Friedl-Brehm-Preis 2011" der MundArt Freunde Bayern.

## Diskographie
- 2003: Münchner Sommertheater – Die Lieder I: Lieder aus den Theaterstücken "Tartuffe", "Was Ihr Wollt", "Don Gil von den grünen Hosen" und "George Dandin"

- 2005: Münchner Sommertheater – Die Lieder II: Lieder aus den Theaterstücken "Pygmalion", "Amphitryon", "Ein Sommernachtstraum" und "Bunbury"

- 2007: Münchner Sommertheater – Die Lieder III: Lieder aus den Theaterstücken "Viel Lärm um Nichts", "Der Geizige", "Der zerbrochne Krug" und "Die Heirat"

- 2012: Münchner Sommertheater – Die Lieder IV: Lieder aus den Theaterstücken "Wie es euch gefällt", "Der Geizige" und "Helden"

Obwohl unter der Bezeichnung „Münchner Sommertheater“ veröffentlicht, sind die Lieder bereits großteils durch die heutige Besetzung von Riscant aufgenommen.

## Auftritte

### Kleinkunstbühnen

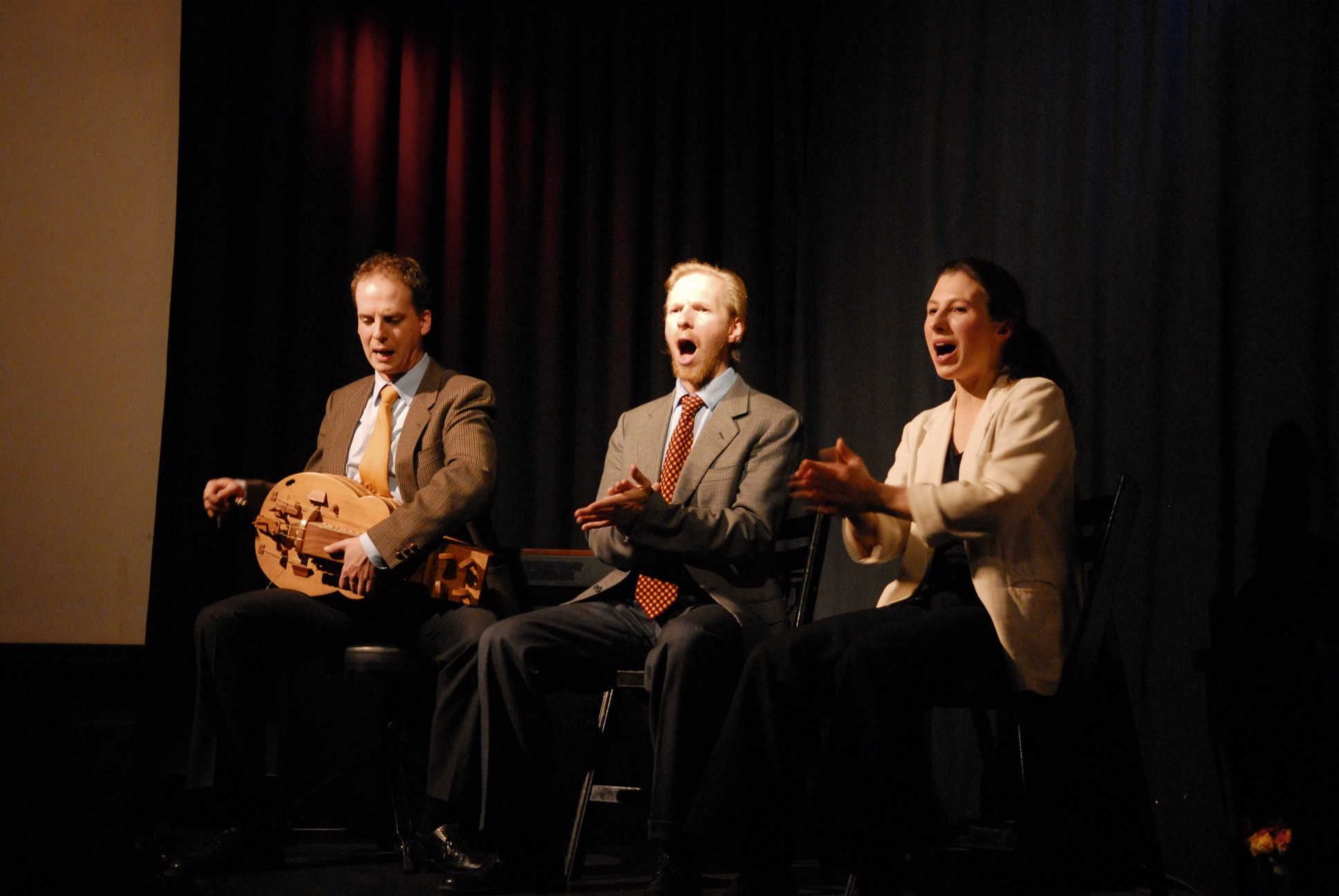
Riscant im "Schlachthof" in München 2010 (noch mit Sebastian Korp)

ALTBAU (Irsee), Schlachthof (München), Theater im Fraunhofer (München), Pasinger Fabrik (München), Theater Drehleier (München), Tollwood (München), Heppel und Ettlich (München), Wirtshaus am Hart (München), Kulturverein "Lust" (Bad Tölz), Arge Kultur (Salzburg), Liederbühne Robinson (Runding), Weinbeisser im Böglhof (Anzing), Kleinkunstbrauerei Thaddäus (Kaisheim), Hörbacher Montagsbrettl, Kulturfabrik "Nuts" (Traunstein), Weilachmühle (Thalhausen), Schmidt-Haus (Nabburg), Theater Sapperlot (Lorsch), Schalander (Peiting), Rosenau (Stuttgart), Scheinbar (Berlin), Kleinkunstbühne Waakirchen, Goldenes Kreuz (Gunzesried), Foolstheater (Holzkirchen), Gostner Hoftheater (Nürnberg), Provinzbühne, Niedereulenbach (Rottenburg)

### Stadttheater
Borkholder Haus Ansbach, Stadttheater Landsberg am Lech, Städtisches Bühnenhaus Wesel, Stadttheater Emmerich

### Sonstige Spielstätten
Botanischer Garten (München), Matthias Matuschik Comedy Nacht, OPEN KUHBAR von Michi Dietmayr, Illertisser Gartenlust, Faszination Garten (Pommersfelden), Rosentage (Bad Tölz), Gala zum Weltspartag der Sparkasse Rügen, Corso Leopold (München), Amnesty International (München), Sommerserenaden in Schloss Seehof (Bamberg), IBM Leadership University (Stuttgart), Fraunhofer Volksmusiktage (München)